# História dos jogos online
Jogos online, que são video games jogados através de uma rede de computadores, representam uma evolução significativa tanto na história dos computadores quanto na das redes de comunicação. Essa evolução reflete avanços tecnológicos que possibilitaram a funcionalidade essencial para jogar video games em um servidor remoto. Muitos jogos eletrônicos possuem um componente online, permitindo que jogadores de todo o mundo joguem juntos ou compitam entre si através da rede. O impacto cultural e a popularidade crescente dos jogos online têm sido objeto de estudo em diversas áreas, incluindo tecnologia da informação, sociologia e psicologia.

## Antecedentes das tecnologias
Os primeiros jogos de video game, como NIMROD (1951), OXO (1952) e Spacewar! (1962), eram inicialmente jogos para um ou dois jogadores em um único computador. Estes primeiros jogos foram desenvolvidos para expandir a mente e melhorar o desenvolvimento cerebral em atividades escolares, como parte das pesquisas em ciência da computação e inteligência artificial.
Na década de 1960, com a introdução do tempo compartilhado em computadores, múltiplos usuários passaram a compartilhar o uso de um computador simultaneamente, levando à criação de sistemas de terminais de computador e, posteriormente, à expansão do acesso remoto por meio de modems e linhas telefônicas. Isso possibilitou a criação de jogos baseados em host, onde usuários de sistemas remotos se conectavam a um computador central para jogar jogos de um único jogador e, em breve, jogos multiplayer.
Posteriormente, na década de 1970, a tecnologia de comutação de pacotes em redes de computadores começou a amadurecer. Entre 1973 e 1975, a Xerox PARC desenvolveu redes de área local baseadas em Ethernet. Além disso, a ARPANET evoluiu desde suas raízes em 1969, levando à criação da Internet em 1 de janeiro de 1983. Essas LANs e WANs permitiram jogos em rede, onde o jogo criava e recebia pacotes de rede; sistemas localizados em LANs ou na Internet podiam executar jogos uns com os outros em modelos peer-to-peer ou cliente–servidor.

## PLATO
Na década de 1960, Rick Bloome implementou SpaceWar! como um jogo para dois jogadores no PLATO. O sistema PLATO (Programmed Logic for Automatic Teaching Operations), criado pela Universidade de Illinois e Control Data Corporation, foi um dos primeiros sistemas de tempo compartilhado e instrução auxiliada por computador. No início dos anos 1970, os terminais PLATO IV com novas capacidades gráficas permitiram que os estudantes desenvolvessem jogos multiplayer. Até 1978, o PLATO já tinha jogos interativos multiplayer de dungeon crawl, combate aéreo (Airfight), combate de tanques, batalhas espaciais (Empire e Spasim), com funcionalidades como mensagens entre jogadores, personagens persistentes e jogo em equipe para pelo menos 32 jogadores simultâneos.

### O Impacto dos RPGs no PLATO
Um marco no desenvolvimento dos jogos online foram os RPGs criados no sistema PLATO. Pedit5 e dnd, desenvolvidos em meados da década de 1970, foram precursores dos jogos de RPG de computador. Esses jogos incorporaram elementos de Dungeons & Dragons, como a exploração de masmorras, combate, e sistemas de atributos. O dnd, em particular, foi uma inovação, adicionando uma história minimalista, busca de tesouros, e até um "chefão" final, conceitos que se tornariam comuns em RPGs futuros.

### Influências e Legado
Apesar de sua importância histórica, os jogos desenvolvidos no PLATO eram acessíveis principalmente em ambientes acadêmicos, limitando sua influência direta sobre os desenvolvedores de jogos da época. Entretanto, eles estabeleceram muitas das fundações dos RPGs e jogos multiplayer online. Além disso, o PLATO foi um dos primeiros sistemas a oferecer uma experiência de comunidade online, um precursor dos modernos ambientes de jogo multiplayer e redes sociais.
O declínio do PLATO na década de 1980 e sua subsequente ressurreição no século 21 como Cyber1 destacam a persistência e o legado duradouro desses primeiros jogos online. Apesar de seu apelo limitado no passado, os jogos do PLATO formaram uma importante parte da história do desenvolvimento dos jogos eletrônicos.

## Sistemas hospedados em rede
Um dos principais objetivos dos primeiros sistemas de rede, como a ARPANET e a JANET, era permitir que usuários de terminais de texto "burros" conectados a um computador hospedeiro (ou, posteriormente, a servidores de terminal) usassem interativamente programas em outros computadores hospedeiros. Isso significava que jogos nesses sistemas estavam acessíveis a usuários em muitos locais diferentes através do uso de programas como telnet.
A maioria dos primeiros jogos baseados em hospedeiros eram para um único jogador e frequentemente originados e jogados principalmente em universidades. Uma proporção considerável foi escrita em mainframes DEC-20, pois eles tinham uma forte presença no mercado universitário.Predefinição:Caree de fontes Jogos como The Oregon Trail (1971), Colossal Cave Adventure (1976) eram muito populares, com vários ou muitos estudantes jogando suas próprias cópias do jogo ao mesmo tempo, compartilhando o sistema entre si e com usuários executando outros programas.[carece de fontes?]
Eventualmente, porém, jogos multiplayer baseados em hospedeiros em computadores conectados em rede começaram a ser desenvolvidos. Um dos mais importantes foi o MUD (1978), um programa que gerou um gênero e teve uma contribuição significativa no desenvolvimento de conceitos de design de mundo compartilhado, tendo um impacto formativo na evolução dos MMORPGs. Em 1984, MAD estreou no BITNET; este foi o primeiro MUD totalmente acessível de uma rede de computadores mundial. Durante sua existência de dois anos, 10% dos sites no BITNET se conectaram a ele.[carece de fontes?] Em 1988, outro MUD da BITNET chamado MUDA surgiu. Ele durou cinco anos, antes de ser desativado devido à aposentadoria dos computadores em que era executado.
No verão de 1973, Maze War foi escrito pela primeira vez no Centro de Pesquisa Ames da NASA na Califórnia por estagiários do ensino médio usando computadores Imlac PDS-1. Os autores adicionaram a capacidade para dois jogadores conectando dois computadores IMLAC com cabo serial. Como dois computadores estavam envolvidos, em oposição a "terminais burros", eles podiam usar pacotes de protocolo formatados para enviar informações um ao outro, por isso, isso pode ser considerado o primeiro jogo de vídeo computadorizado peer-to-peer. Também pode ser chamado de primeiro jogo de tiro em primeira pessoa.[carece de fontes?]
Em 1983, Gary Tarolli escreveu um programa de demonstração de simulador de voo para computadores de estação de trabalho Silicon Graphics. Em 1984, capacidades de rede foram adicionadas conectando duas máquinas usando cabos seriais como havia sido feito com os IMLACs para o Mazewar na NASA onze anos antes. Em seguida, suporte para XNS foi adicionado, permitindo que várias estações jogassem por uma Ethernet, assim como a versão Xerox do Mazewar.
Em 1986, suporte para UDP foi adicionado (porta 5130), fazendo do SGI Dogfight o primeiro jogo a usar o conjunto de protocolos da Internet. Os pacotes usados, no entanto, eram pacotes de broadcast, o que significava que o jogo era limitado a um único segmento de rede; ele não poderia cruzar um roteador, e assim não poderia ser jogado através da Internet. Por volta de 1989, a capacidade de IP multicast foi adicionada, e o jogo se tornou jogável entre quaisquer hosts compatíveis na Internet, assumindo que eles tivessem acesso multicast (o que era bastante incomum). O endereço multicast é 224.0.1.2, tornando este apenas o terceiro aplicativo multicast (e o primeiro jogo) a receber uma atribuição de endereço, com apenas o VMTP (224.0.1.0) e o Network Time Protocol (224.0.1.1) tendo chegado antes.[carece de fontes?]
Em maio de 1993, Sega of Japan demonstrou uma versão online do arcade OutRunners, permitindo que até oito jogadores jogassem o jogo em duas cidades diferentes no Japão. Foi o primeiro jogo de arcade online a ser demonstrado, com dois gabinetes OutRunner de quatro jogadores conectados em Tóquio e Osaka via uma Rede Digital de Serviços Integrados (ISDN) operada pela Nippon Telegraph and Telephone (NTT). A Sega anunciou planos para um lançamento no Japão em julho de 1993. Um mês depois, em junho de 1993, AT&T anunciou planos com Sega of America para introduzir um sistema de jogos online para console semelhante para o Sega Genesis.

## Serviços comerciais de Timesharing
Com o amadurecimento da tecnologia de timesharing, tornou-se prático para empresas com capacidade excedente em seus sistemas de computador caros vender essa capacidade. Bureaus de serviços como a Tymshare (fundada em 1966), dedicados a vender tempo em um único computador para vários clientes, surgiram. Os clientes eram tipicamente empresas que não tinham necessidade ou dinheiro para comprar e gerenciar seus próprios sistemas de computador.
Em 1979, duas empresas de timesharing, The Source e CompuServe, começaram a vender acesso aos seus sistemas para consumidores individuais e pequenas empresas; isso marcou o início da era dos provedores de serviço online. Embora o foco inicial dos serviços fosse a capacidade dos usuários executarem seus próprios programas, com o tempo, aplicações como chat online, correio eletrônico e BBSs e jogos tornaram-se os usos dominantes dos sistemas. Para muitas pessoas, estes, ao invés dos sistemas acadêmicos e comerciais disponíveis apenas em universidades e corporações técnicas, foram sua primeira exposição aos jogos online.
Em 1984, a CompuServe estreou Islands of Kesmai, o primeiro jogo online multiplayer comercial de RPG. Islands of Kesmai usava texto rolante (ASCII gráficos) na tela para desenhar mapas da localização do jogador, retratar movimentos, etc.; a interface é considerada Roguelike. Em algum momento, interfaces de sobreposição gráfica podiam ser baixadas, colocando uma face mais brilhante no jogo. O custo para jogar era a taxa de conexão padrão da CompuServe na época, $6 por hora com um modem de 300 baud, $12 para um modem de 1200 baud; o jogo processava um comando a cada 10 segundos, o que equivale a 1 cents por comando.
O LINKS foi uma rede online lançada para o MSX no Japão em 1986. Ele apresentava vários jogos multiplayer online gráficos, incluindo Daiva Dr. Amandora e Super Laydock da T&E Soft, Girly Block da Telenet Japan e Dires da Bothtec. Também apresentava vários jogos para download, incluindo A1 Grand Prix e Network Rally da Konami.
Habitat foi a primeira tentativa de uma grande comunidade virtual comercial baseada em gráficos. Habitat não era um ambiente 3D e não incorporava técnicas de imersão. É considerado um precursor dos MMORPGs modernos e era bastante diferente de outras comunidades online (ou seja, MUDs e MOOs com interfaces baseadas em texto) da época. Habitat tinha uma GUI e uma grande base de usuários orientada para o consumidor, e esses elementos, em particular, fizeram dele um projeto muito citado. Quando Habitat foi encerrado em 1988, foi sucedido por um jogo mais sofisticado, porém reduzido, chamado Club Caribe.
Em 1987, o presidente da Nintendo, Hiroshi Yamauchi, fez parceria com a Nomura Securities no desenvolvimento do Family Computer Network System para o Famicom (NES) no Japão. Liderado por Masayuki Uemura, Nintendo Research & Development 2 desenvolveu o hardware do modem, e a Nomura Securities desenvolveu o software cliente e servidor e o banco de dados de informações. Cinco jogos com capacidade de rede foram desenvolvidos para o sistema, incluindo uma versão online multiplayer gráfica e competitiva do clássico favorito de Yamauchi, Go.
Em 1987, a Kesmai (empresa que desenvolveu o Islands of Kesmai) lançou Air Warrior no GEnie. Era um jogo de simulador de voo/combate aéreo gráfico, inicialmente usando gráficos de modelo de arame, e podia ser executado em computadores Apple Macintosh, Atari ST ou Commodore Amiga. Com o tempo, Air Warrior foi adicionado a outros serviços online, incluindo Delphi, CRIS, CompuServe, America Online, Earthlink, GameStorm e CompuLink. Com o tempo, a Kesmai produziu muitas versões aprimoradas do jogo. Em 1997, o jogo backport do Windows para o Macintosh foi disponibilizado como beta aberto na Internet. Em 1999, a Kesmai foi comprada pela Electronic Arts, que começou a operar os servidores do jogo. Os últimos servidores de Air Warrior foram desligados em 7 de dezembro de 2001.
Em 1988, Federation estreou no Compunet. Era um jogo online baseado em texto, focado na economia interestelar da galáxia em um futuro distante. Os jogadores trabalham seu caminho através de uma série de postos, cada um dos quais tem um trabalho ligeiramente mais recompensador e interessante, mas difícil, que culmina na posse de seu próprio "ducado", um pequeno sistema solar. Após algum tempo no GEnie, em 1995 Federation mudou-se para a AOL. A AOL tornou os jogos online gratuitos em 1996, eliminando as sobretaxas para jogar, e a carga resultante fez com que desistisse completamente de oferecer jogos online. A IBGames, criadora de Federation, começou a oferecer acesso ao jogo através de seu próprio site, tornando-o talvez o primeiro jogo a sair de um provedor de serviço online. A IBGames manteve o jogo operacional até 2005, depois que a maior parte da base de jogadores migrou para a sequência, Federation II de 2003.
Em 1990, a Sega lançou o serviço de jogos online Sega Meganet para o console Mega Drive (Genesis). A Sega continuou a oferecer serviços de jogos online para seus consoles subsequentes, incluindo o serviço Sega NetLink para o Sega Saturn e o serviço SegaNet para o Dreamcast. Em 1995, a Nintendo lançou o Satellaview, um modem via satélite para o Super Famicom apenas no Japão, após uma parceria com a St.GIGA, possibilitando jogos online multiplayer no console. Em 1999, a Nintendo lançou um acessório para o Nintendo 64 chamado 64DD apenas no Japão, que oferecia Internet por meio de um serviço online dedicado agora extinto para comércio eletrônico, jogos online e compartilhamento de mídia. O final dos anos 1990 viu uma explosão de MMORPGs, incluindo Nexus: The Kingdom of the Winds (1996), Ultima Online (1997), Lineage (1998) e EverQuest (1999).
Em 2000, a Sony introduziu o multiplayer online no PlayStation 2. Foi a primeira vez que a Sony fez isso e, como muitos consoles importantes que viriam, tornou-se uma norma na indústria. Em 2001, a Nintendo introduziu o multiplayer online no GameCube usando um acessório chamado Adaptador de Banda Larga e Adaptador de Modem. No entanto, ficou em último lugar na competição com o Xbox, então emergente, e o já icônico PlayStation 2, tanto em vendas quanto em impacto online. Posteriormente, em 2001, a Microsoft lançou o Xbox, que, por meio do Xbox Live, oferecia multiplayer online e outras capacidades de Internet para o console e continuou a fazê-lo para seus consoles subsequentes, o Xbox 360 e o Xbox One. Em 2006, a Nintendo lançou o Wii, que oferecia jogos online multiplayer e outras capacidades de Internet por meio da Nintendo Wi-Fi Connection e WiiConnect24, respectivamente. Ambos os serviços foram encerrados em 20 de maio de 2014, juntamente com as capacidades online de quaisquer jogos que utilizassem o recurso, como Mario Kart Wii (2008). No mesmo ano em que o Wii chegou às lojas, a rival Sony apresentou seu novo console para adicionar à sua linha de ícones da indústria, o PlayStation 3, que usava a nova PlayStation Network (PSN) para jogos online multiplayer e outras capacidades de Internet no sistema, e continuou a fazê-lo para consoles posteriores, como o PlayStation 4. Em 2012, a Nintendo fez um sucessor para a moribunda Nintendo Wi-Fi Connection envolvendo seu console de próxima geração, o Wii U, e seu equivalente portátil, o Nintendo 3DS, criando a Nintendo Network para continuar suas capacidades de multiplayer online e Internet, a fim de competir contra o Xbox Live da Microsoft e a PlayStation Network da Sony. O console mais recente da Nintendo, o Nintendo Switch, também oferece jogo online via Nintendo Network.

## Futuro dos jogos online: distribuição e jogo em nuvem
O futuro dos jogos online está indissociavelmente ligado à evolução da tecnologia de computação em nuvem. Esta inovação permite aos jogadores comprarem, baixarem e mais recentemente, jogarem jogos de alta fidelidade gráfica sem de mídias físicas e hardwares de última geração. Os jogos são armazenados e processados em servidores remotos e transmitidos para os dispositivos dos usuários de acordo com a demanda, oferecendo uma experiência de jogo sem precedentes em termos de acessibilidade e conveniência.

### Jogo em nuvem
Um dos pioneiros nesta área foi a brasileira fundada em 2014, Gamelyst. Desde o planejamento da empresa, já havia a previsão da plataforma  oferecer futuramente suporte a jogar na nuvem, em um modelo de negócio semelhante a Netflix para jogos. A primeira versão da plataforma em 2016 oferecia uma assinatura mensal para acesso a um catálogo variado de jogos, mas ainda sem o streaming. Em 2019, o Google Stadia foi lançado pelo Google, marcando um avanço significativo nessa área ao oferecer jogos hospedados em servidores em nuvem transmitidos diretamente para os dispositivos dos jogadores. O Nvidia GeForce Now é outro exemplo notável, proporcionando uma plataforma que permite aos jogadores acessar seus jogos de outras plataformas via streaming em diversos dispositivos.
O Xbox Cloud Gaming da Microsoft, lançado como parte do Xbox Game Pass, é hoje o serviço mais significativo e bem-sucedido nesse segmento. Este serviço permite aos jogadores acessarem uma ampla gama de jogos incluídos na assinatura acessível parea grande parte do seu público em várias plataformas, incluindo consoles, PCs e dispositivos móveis, e jogar por streaming em qualquer tipo de navegador.

### Serviços de Distribuição Online
Além dos serviços de jogos em nuvem, plataformas como a Steam e a Nuuvem desempenham um papel crucial na distribuição de jogos online. A Steam, desenvolvida pela Valve Corporation, é uma das principais plataformas de distribuição digital, oferecendo uma vasta biblioteca de jogos, ferramentas de comunidade e suporte para desenvolvedores. A Nuuvem, por sua vez, é uma plataforma brasileira que oferece serviços similares, adaptados ao mercado latino-americano.
A PlayStation Now da Sony e novamente Xbox Game Pass são hoje os serviços de assinatura com maior numero de membros oferece acesso a uma biblioteca de jogos para download e uma rede de servidores dedicadas.

### Situação Atual e Tendências Futuras
A crescente popularidade dos jogos na nuvem indica uma mudança paradigmática na indústria de jogos, onde a facilidade de acesso e a conveniência estão se tornando tão cruciais quanto a qualidade gráfica e o poder de processamento. Com a melhoria constante da infraestrutura de internet e das tecnologias de streaming, espera-se que essa tendência se fortaleça ainda mais, abrindo novas possibilidades para jogadores em todo o mundo.
| Serviço de Jogos em Nuvem     | Participação 2021 | Participação 2022 |
| ----------------------------- | ----------------- | ----------------- |
| Microsoft xCloud              | 20-30%            | 60-70%            |
| Sony PlayStation Cloud Gaming | 30-40%            | 10-20%            |
| NVIDIA GeForce Now            | 20-30%            | 10-20%            |
| Google Stadia                 | 5-10%             | 0-5%              |
| Amazon Luna                   | N/A               | 0-5%              |